# Colegio de Periodistas de Honduras
El Colegio de Periodistas de Honduras es una entidad gremial fundada el 15 de agosto de 1979 bajo el decreto núm. 759, que agrupa a quienes tengan la calidad de periodistas de acuerdo a la legislación vigente.

## Historia
Instituido legalmente en 1979, el Colegio fue dotado de personalidad jurídica y patrimonio propio, además de que su organización y funcionamiento es regida por la Ley de Colegiación Profesional Obligatoria.

## Ley orgánica
La creación del Colegio fue decretada en 1979 y además se le confirió un domicilio en la capital del país. El fin de la organización es regular el ejercicio profesional del periodismo en Honduras, velar por el libre ejercicio del periodismo de sus miembros y asimismo colaborar con el Estado.
Sólo podrán ser miembros del Colegio los periodistas que hayan obtenido su título profesional en las universidades del país o que hayan estudiado en el extranjero y su título sea reconocido por la Universidad Nacional Autónoma de Honduras.
El Colegio también cuenta con una junta directiva, conformada actualmente por Dagoberto Rodríguez como presidente, Lilian Caballero como vicepresidenta, Juan Carlos Sierra como secretario, Massiel Vallejo como tesorera, Osman Leonel Reyes como fiscal, Ninfa Arias como vocal 1, Lesman Aníbal Morazán como vocal 2, Mario Cerna como vocal 3.